# حيرام أبرامز
حيرام أبرامز (بالإنجليزية: Hiram Abrams)‏ هو مسير أعمال ومنتج أفلام أمريكي، ولد في 22 فبراير 1878 في بورتلاند في الولايات المتحدة، وتوفي في 15 نوفمبر 1926 في مانهاتن في الولايات المتحدة.

## وصلات خارجية
- حيرام أبرامز على موقع IMDb (الإنجليزية)